# Frétoy-le-Château
Frétoy-le-Château és un municipi francès, situat al departament de l'Oise i a la regió dels Alts de França. L'any 2007 tenia 209 habitants.

## Demografia

### Població
El 2007 la població de fet de Frétoy-le-Château era de 209 persones. Hi havia 82 famílies de les quals 16 eren unipersonals (12 homes vivint sols i 4 dones vivint soles), 33 parelles sense fills, 29 parelles amb fills i 4 famílies monoparentals amb fills.
La població ha evolucionat segons el següent gràfic:
Habitants censats

### Habitatges
El 2007 hi havia 98 habitatges, 85 eren l'habitatge principal de la família, 6 eren segones residències i 7 estaven desocupats. Tots els 97 habitatges eren cases. Dels 85 habitatges principals, 80 estaven ocupats pels seus propietaris, 2 estaven llogats i ocupats pels llogaters i 2 estaven cedits a títol gratuït; 8 tenien dues cambres, 15 en tenien tres, 22 en tenien quatre i 39 en tenien cinc o més. 71 habitatges disposaven pel capbaix d'una plaça de pàrquing. A 38 habitatges hi havia un automòbil i a 41 n'hi havia dos o més.

### Piràmide de població
La piràmide de població per edats i sexe el 2009 era:
| Homes | Edats   | Dones |
| ----- | ------- | ----- |
| 0     | 95 o +  | 0     |
| 0     | 90 a 94 | 4     |
| 0     | 85 a 89 | 4     |
| 0     | 80 a 84 | 0     |
| 4     | 75 a 79 | 0     |
| 0     | 70 a 74 | 4     |
| 8     | 65 a 69 | 4     |
| 0     | 60 a 64 | 4     |
| 20    | 55 a 59 | 8     |
| 4     | 50 a 54 | 12    |
| 12    | 45 a 49 | 8     |
| 8     | 40 a 44 | 12    |
| 8     | 35 a 39 | 0     |
| 0     | 30 a 34 | 8     |
| 8     | 25 a 29 | 0     |
| 4     | 20 a 24 | 4     |
| 16    | 15 a 19 | 0     |
| 4     | 10 a 14 | 4     |
| 0     | 5 a 9   | 4     |
| 0     | 0 a 4   | 0     |

## Economia
El 2007 la població en edat de treballar era de 146 persones, 103 eren actives i 43 eren inactives. De les 103 persones actives 88 estaven ocupades (53 homes i 35 dones) i 15 estaven aturades (6 homes i 9 dones). De les 43 persones inactives 19 estaven jubilades, 10 estaven estudiant i 14 estaven classificades com a «altres inactius».

### Ingressos
El 2009 a Frétoy-le-Château hi havia 92 unitats fiscals que integraven 247,5 persones, la mediana anual d'ingressos fiscals per persona era de 17.368 €.

### Activitats econòmiques
Dels 7 establiments que hi havia el 2007, 1 era d'una empresa extractiva, 4 d'empreses de construcció, 1 d'una empresa de comerç i reparació d'automòbils i 1 d'una empresa de serveis.
Dels 4 establiments de servei als particulars que hi havia el 2009, 3 eren paletes i 1 electricista.
L'any 2000 a Frétoy-le-Château hi havia 7 explotacions agrícoles que ocupaven un total de 177 hectàrees.

## Equipaments sanitaris i escolars
El 2009 hi havia una escola elemental integrada dins d'un grup escolar amb les comunes properes formant una escola dispersa.

## Poblacions més properes
El següent diagrama mostra les poblacions més properes.